# À trois on y va
À trois on y va è un film franco-belga del 2015 diretto da Jérôme Bonnell.